# 木村洋二
木村 洋二（きむら ようじ、1959年〈昭和34年〉10月26日 - ）は、日本のアナウンサー、実業家、STVラジオ専務取締役エグゼクティブアナウンサー。北海道江別市在住。

## 来歴・人物
- 山口県下関市出身[1]。山口県立下関西高等学校、東洋大学法学部経営法学科卒業（アナウンス研究会出身）[1]。1982年札幌テレビ放送に入社（同期は千秋幸雄、片山雅子、呉藤和子、権田裕子、水島宏明、坂本秀昭、大西賢英、図書嘉幸、辻直人）[1]。
- 同僚の明石英一郎とともに「洋二・明石」（初期は「明石・洋二」）と呼ばれ、タレント性の高いアナウンサーとして道内で人気を博す。
- 『ズームイン!!朝!』（後の『ズームイン!!SUPER』）においては、北海道のリポーターを担当。
- 『どさんこワイド179』のメインキャスターを務めるほか、『1×8いこうよ!』では大泉洋と「YOYO'S」を結成して全国的な人気を得た。2010年8月に行われた、大泉の結婚式では司会を務めている。
- 特技はボウリング。
- 2019年7月1日付けで、ラジオ推進室付ゼネラルマネジャー（STVラジオ取締役エグゼクティブアナウンサー、後に常務取締役）に就任[2]。ただし、この時点では社籍自体は札幌テレビのまま。
- 2019年10月31日付で札幌テレビを定年退職。以後もSTVラジオ役員職やSTVテレビ・ラジオでのアナウンス業務を継続している。
- 2020年3月15日よりYouTubeのSTVラジオチャンネル内で「木村洋二チャンネル」（厳密にはSTVラジオチャンネル内のプレイリスト）を開設。毎週金曜日に更新している。
- 2024年6月26日付けで、STVラジオ専務取締役エグゼクティブアナウンサーに就任[3]。

## 担当番組

### テレビ

#### 現在
- どさんこワイド179
  - 「洋二が行く おやじグルメ」のコーナー（不定期）
  - 「てくてく洋二」のコーナー（2018年4月12日 - ）（不定期）
  - 「洋二と幸子のちょっと相席よろしいですか?」のコーナー（不定期）
- 1×8いこうよ!（2000年1月9日 - ）

#### 過去
- 24時間テレビ 「愛は地球を救う」（1993年度）
- ちょっと和久井の2時ですよ。
- ズームイン!!朝!
- 仲間は最高!サンデー洋二
- 土曜エクスプレス・週刊洋二
- 明石・洋二の"ん!?"
- 五田家のひとびと
- どさんこワイド!!朝!（2018年4月4日 - 2019年3月27日） - 水曜パーソナリティー

STV以外
- 『霧の火 樺太・真岡郵便局に散った九人の乙女たち』（2008年8月25日、日本テレビ） - エキストラ
- 『赤鼻のセンセイ』第5話（2009年8月5日、日本テレビ） - 『1×8いこうよ!』で共演している大泉洋主演ドラマに、通行人役で出演。
- 『Mother』第1・2話（2010年4月14日・21日、日本テレビ） - 小学校教諭の奈緒（松雪泰子）と怜奈（芦田愛菜）が室蘭を離れ札幌を経由し東京へ行くシーンで、2人が海難事故に巻き込まれたというニュースを事件現場から中継で伝えるレポーター役で出演。
- あさイチ（2013年4月26日、NHK総合） - プレミアムトークにゲスト出演した大泉へのコメントのVTR出演[4]。
- 誰だって波瀾爆笑（2014年10月5日、日本テレビ）- 大泉がゲスト出演した回にて、VTRでの出演。
- ぴったんこカン・カン（2019年1月4日、TBSテレビ） - 安住紳一郎（TBSアナウンサー、帯広市出身）の憧れの人物として、ゲスト出演した大泉を経由する形で他局・他系列[5] 番組ながら特別出演。1×8いこうよ!の2021年7月4日の放送では1000回記念として安住がVTRで大泉、木村の2人へメッセージを送る形で出演した。

### ラジオ

#### 現在
- ごきげんようじ（2019年4月6日 - ）[6]
- おひるだようじ（2024年4月1日 - ）

#### 過去
- アタックヤング[1]
  - 大阪の『MBSヤングタウン』と並ぶ、若者向け深夜放送の黄金期を飾った人気番組。木村は1985 - 1995年の10年間担当。飄々とした口調で下ネタや毒舌を吐くスタイルで人気を得た。このほか、1998年4月1日に特別番組『木村洋二のアタックヤングDX』を担当。
- ヤンリク爆発サタデー
- 北海道 young Hit 10
- 街角ラジオ 人気者だよ大五郎
- 喜瀬ひろしのときめきワイド[1]
  - 木村洋二のおじゃマイク団地妻訪問（中継コーナー）
- おすぎと洋二の言いすぎたかしら
  - 1991年10月 - 1994年3月、毎週日曜21:00-21:30に放送していたフリートーク番組。映画評論家おすぎがメインMC、木村が相槌を打つホスト役をつとめた。当時、おすぎは毎週火曜に札幌入りしており、原則その夜に収録していた。
- 木村洋二のハッピーアワー
- 木村洋二のイチかバチか!
  - 2002年10月 - 2003年3月、毎週土曜20:00 - 20:30に放送された。番組名の由来は『1×8いこうよ!』と同様STVの住所から。ナイターオフ限定番組のため2クールで終了。
- 歌です! 4時です! 洋二です!
  - 2002年4月 - 10月、毎週日曜夕方に放送された演歌・歌謡曲専門番組。途中、『歌です!昼です!洋二です!』に改題された。
- 木村洋二のイカリング
- 木村洋二の週刊ネタとこ勝負
- ようこそ!洋二の部屋
- 木村洋二のってけ!テケテケ!
  - 2006年10月より土曜22:00 - 22:30に放送していた。
- まるごと!エンタメ〜ション（2021年8月25日、15時台のみ代演）
- STVニュース（不定期）
- 洋二と明石の無口な二人（2018年4月2日 - 2021年9月24日）
- 木村洋二の高校ブンカ部応援プロジェクト（2020年7月9日 - 9月10日）
- 聖（セント）ヨウジ学園（2021年9月27日 - 2022年3月25日）
  - 木村が学園長、2021年入社の新人アナ油野純帆が生徒会長に扮し、曜日替わりのコーナーで生徒（=リスナー）と共に学ぶ番組。
- STVラジオ開局60周年記念　ハーベストフェス2022（2022年10月10日）
- ようじのぢかん（2022年3月28日 - 2024年3月29日）

## シングルCD
- 『“ん”音頭』（明石英一郎とのデュエット／1990年 - 日本コロムビア）
- 『大漁豊漁ぼやき船』（1×8いこうよ!の企画／2009年 A-CUE RECORDS）

## エピソード
- 入社してからの6年間の仕事は、ラジオ番組だけだった。「団地妻訪問」という3分間の中継コーナーはプレゼントの米袋と味噌を背負って、昼下がりの奥様方を突然　直撃する企画などを担当し、当時ラジオ番組の専門誌の企画であった｢陽のあたらない番組選手権」では全国3位となり「北国に　中継の魔術師　現る！」という見出しもつけられた[7]。
- 2009年2月、過労から体調不良で、担当していた『どさんこワイド』を一時降板。約1か月間番組内で公表しなかったが、3月18日の放送で明石英一郎アナから木村が長期休養に入ったと発表。また『1×8いこうよ!』も3月22日放送の終了間際にナレーションで公表。『1×8 - 』は相棒の大泉洋が選ぶ傑作選を放送。その後、木村はまず5月にラジオニュースやナレーションで復帰。6月4日の『どさんこワイド』のスタジオキャスターで約3か月半ぶりに復帰。『1×8 - 』も6月13日の放送で復帰した。
- 2016年2月頃より再び休養していたが、2017年8月10日のSTVラジオ「工藤じゅんきの十人十色」のニュースコーナーより復帰[8]。テレビには2017年10月26日の『どさんこワイド』で、スタジオおよび「どさんこ偉人伝」（バトントワラー渡辺由香理）のビデオ出演で復帰した。
- 2013年4月26日放送のNHK『あさイチ』のプレミアムトークに大泉洋が出演した際には、民放アナウンサーの木村が大泉へのコメントのためVTR出演し大泉を驚かせた[4]。